# Filips IV van Frankrijk
Filips IV van Frankrijk, bijgenaamd de Schone (Frans: Philippe le Bel), (Fontainebleau, 1268 - Fontainebleau, 29 november 1314) was koning van Frankrijk van 1285 tot 1314. Hij was de machtigste vorst in het Europa van zijn tijd, dat uit een grote verzameling vorstendommen bestond. Zijn beleid was erop gericht om het gezag van zijn familie als wereldlijk heersers te versterken, tegenover de feodale heren die de regio's bestuurden en tegenover de leiders van de Rooms-Katholieke Kerk. Hij vocht militaire oorlogen uit met koning Eduard I van Engeland en de graaf en ambachtslieden van het graafschap Vlaanderen en diplomatieke oorlogen met paus Bonifatius VIII. Johanna I van Navarra was zijn echtgenote.

## Lege schatkist
Vanaf het begin van zijn regering verkeerde Filips in financiële problemen door een beleid van hoge militaire uitgaven. Hij legde hoge belastingen op en devalueerde de munt een aantal maal. Hij eiste 24 keer dat de kerk 10% van haar inkomsten afstond. In 1291 arresteerde hij Lombardische handelaars en bankiers. Ze werden vrijgelaten tegen forse betalingen en hun winsten werden door de Franse regering afgeroomd. In 1306 liet hij beslag leggen op joodse bezittingen. In 1311 ondergingen de Lombarden ditzelfde lot.

## Staatsapparaat
Onder zijn bewind vond, in navolging van zijn grootvader Lodewijk IX, een verdere rationalisering en professionalisering van het centraal staatsapparaat plaats. Geassisteerd door zijn kamerheer Enguerrand de Marigny herbouwde, vergrootte en verfraaide hij het Palais de la Cité, het koninklijk paleis op het Île de la Cité. Aan de noordkant van het paleis onteigende hij land dat toebehoorde aan de hertogen van Bretagne en bouwde er nieuwe onderkomens voor de Chambre des Enquetes, die toezicht hield op het openbaar bestuur, en de Grand-Chambre, een hooggerechtshof. Verder richtte hij een Chambre des comptes in als centrale rekenkamer. Daarnaast voegde hij twee nieuwe torens toe aan het paleis, de nog bestaande Tour Cesar en Tour d'Argent. Filips IV liet zich omringen door raadsleden die zich verzamelden in de conseil du roi, een vast koninklijk adviesorgaan, vergelijkbaar met de Witenagemot in het koninkrijk Engeland. Ten slotte richtte hij naar Engels voorbeeld ook een standenvertegenwoordiging op onder de naam van États Généraux (Staten-Generaal).

## Frans-Engelse oorlog (1294-1299)
Eduard van het huis Plantagenet was bezitter van de gebieden Guyenne in het hertogdom Aquitanië op grond van overeenkomsten volgens het feodaal stelsel en daardoor bestuurlijk ondergeschikt aan Filips. Na een maritiem incident in 1294 confisqueerde Filips de grondgebieden van Eduard op het vasteland, waarmee een lange Frans-Engelse oorlog begon. 
Engeland verbond zich met Vlaanderen door de Engelse kroonprins Eduard II van Engeland met Filippa, de dochter van de Vlaamse graaf Gwijde van Dampierre, te laten verloven. Om het huwelijk te voorkomen, werden Gwijde, Eduard en Filippa gevangen genomen in hetzelfde jaar door Filips. Filippa stierf in 1306 in gevangenschap. Gwijde en Eduard kwamen in 1295 vrij, na bemiddeling van onder andere Paus Bonifatius VIII, die in een zware diplomatieke oorlog om de absolute heerschappij verwikkeld was met de Duitse koning.
In 1295 bezette de Franse koning het gebied.
De Frans-Engelse oorlog werd beslecht met het verdrag van Montreuil (1299) met de verloving van dochter Isabella van Frankrijk met de kroonprins Eduard II en bevestigd en afgerond met het Verdrag van Parijs (1303) en een dubbel huwelijk. Vlaanderen had geen steun meer vanuit Engeland. 
De zoon van Eduard II en Isabella, Eduard III van Engeland raakt vanaf 1337 opnieuw betrokken in een Frans-Engelse oorlog door Guyenne en maakt vervolgens aanspraak op de Franse troon, het begin van de Honderdjarige Oorlog.

### Floris V en graafschap van Holland worden bondgenoten
Filips stuurde Robert II van Artesië op graaf Floris V van Holland af, om hem over te halen tot een Frans bondgenootschap. Op 9 januari 1296 bezegelde Floris het verdrag in Parijs, waarin overeengekomen was dat hij de Franse koning tegen de Engelse koning zou steunen. 
Bij het uitbreken van de Frans-Engelse oorlog in 1294 stond Floris aan de kant van Eduard I. Er waren zelfs huwelijksverdragen met beider kinderen gesloten. Floris streed wel met Vlaanderen om het bezit van Zeeland en de Westerschelde, 
Vergezeld door zijn grafelijke raad, met onder meer Dirk II van Brederode, Jan van Renesse, maar zonder Gijsbrecht IV van Amstel en Herman VI van Woerden, reisde Floris V naar Parijs om leenman van de Franse koning te worden. Hij zou jaarlijks 4000 pond en eenmalig 25 000 pond kleine Tournoois ontvangen. Hij beloofde de medestanders van de Engelse koning te bevechten en ook andere vijanden van de Franse koning uit de grondgebieden die onder zijn bestuur kwamen te weren. Een gebruikelijke afspraak in overeenkomsten op grond van het feodale stelsel.
Floris maakte een grote ommezwaai door voor de Franse zijde te kiezen en vervreemdde zich van de Engels-gezinde edelen in de grondgebieden die hij bestuurde. De Engelse koning gaf Jan I van Cuijk een centrale rol om een bondgenootschap te vormen van oude tegenstanders van de graaf en hem naar Engeland te ontvoeren. Bedoeling was dat hij daar dan de grafelijke macht zou overdragen aan zijn zoon Jan I, die zijn opvoeding aan het Engelse hof genoot en met de koningsdochter  Elisabeth van Engeland zou trouwen. De ontvoering liep uit op een drama: de graaf werd op 27 juni 1296 door een van de samenzweerders, Gerard van Velsen en twee van zijn handlangers vermoord. De samenzweerders verloren hun bezit, de minderjarige Jan I stierf in 1299 en de als regent door de steden aangestelde, Fransgezinde, eerst opvolger en graaf van Henegouwen Jan II van Avesnes, zou als graaf Jan II over Holland gaan regeren.
Eduard I probeerde in de zomer van 1295 de nieuwe hertog van Brabant, Jan II, aan zijn zijde te trekken door de grote wolstapelplaats van Dordrecht naar het Brabantse Mechelen te laten verhuizen. Dat was mogelijk omdat de rechten voor het mogen bedrijven van dergelijke economische eenheden, werden uitgegeven door de koning, hertog of graaf.

## Opstand graafschap Vlaanderen en steden
Tijdens zijn regering kwam Filips in conflict met de graven en de besturen van de economisch machtige steden in het graafschap Vlaanderen. De graaf, Gwijde van Dampierre, hield zijn ambt en zijn grondgebied in leen van Filips. Filips trachtte zijn kroondomein uit te breiden met Vlaanderen, wat bij Gwijde niet in goede aarde viel. Gwijde raakte ondertussen in Vlaanderen zelf ook in conflict met de steden, die een steeds grotere autonomie opeisten. Op dat moment was er in de steden al een polarisatie te merken tussen een patriciaat en proletariaat, wat later zou uitmonden in respectievelijk leliaarts en klauwaarts.
De Vlaamse steden waren economisch afhankelijk geworden van Engeland voor de aanvoer van ruwe wol als grondstof voor de productie van hun beroemde lakense stoffen. Toen koning Filips opnieuw in conflict raakte met koning van Engeland, Eduard I over door Engeland op regionaal niveau bestuurde gebieden in het hertogdom Aquitanië, verzetten de Vlaamse steden zich tegen de Franse inmenging in Vlaamse aangelegenheden. Gwijde schaarde zich aan hun kant. In 1294 kwam Gwijde met Eduard overeen zijn dochter Filippina aan Eduard uit te huwelijken. 
Gwijde kwam vrij in 1297 en zegde zijn leenheerschap bij de koning op. Filips bezette daarom tussen 1297 en 1300 een groot gedeelte van Vlaanderen, totdat onderhandelingen uitmondden in een bestand. Door het machtsvertoon van Filips was er echter in de steden een duidelijk verzet gekomen van de Vlaamsgezinde klauwaarts: ambachtslieden en een deel van de adel.
Tussen 1300 en 1302 ging Filips over tot een volledige bezetting van Vlaanderen. Het graafschap werd ingelijfd bij het kroondomein en Gwijde en zijn zoon Robrecht werden in 1300 opnieuw gevangengenomen. Filips plaatste Vlaanderen onder het gezag van Jacob van Châtillon, die in heel Vlaanderen feestelijke bezoeken aan de steden af ging leggen om de opvolging te bevestigen, de blijde intredes. Dit stuitte op fel verzet van zowel de bevolking die in de lakenindustrie werkte, als de bestuurlijke elites van de steden, die hun privileges zagen slinken. In 1301 en 1302 waren er in verschillende steden opstanden, onder andere in Brugge onder leiding van de wever Pieter de Coninck. Paus Bonifatius VIII, eveneens in conflict met de Franse koning, betuigde zijn steun aan Vlaanderen in de bul Ausculta fili. De opstand werd bevochten onder leiding van de zonen van Gwijde, Jan van Namen en Gwijde van Namen en zijn neef Willem van Gulik. 
Toen een opstand in Brugge werd neergeslagen door De Châtillon, voerden de opstandelingen 18 mei 1302 een nachtelijke verrassingsaanval uit op het Franse garnizoen dat voor de stad was gelegerd, later de Brugse Metten genoemd. Op 11 juli 1302 kwam het in de buurt van Kortrijk tot een gewapend treffen tussen een Frans ridderleger, aangevoerd door Robert II van Artesië, de oom van de Franse koningin Johanna I van Navarra en de Vlaamse ambachtsmilities onder leiding van Willem van Gulik: de Guldensporenslag. Deze werd gewonnen door de Vlaamse burgermilities.
In augustus 1304 vond een nieuw treffen plaats in de Zeeslag bij Zierikzee, dat, samen met het graafschap Holland, een overwinning voor Jan II van Avesnes en Filips werd. In de slag bij Pevelenberg eindigde de strijd aanvankelijk onbeslist, maar de Fransen eisten vanwege de terugtrekking van de Vlamingen alsnog de overwinning op. Gwijde stierf in 1305 in gevangschap. 
Oorlogsmoe ondertekenden de strijdende partijen in 1305 uiteindelijk het verdrag van Athis-sur-Orge. De inlijving van het graafschap werd ongedaan gemaakt, Robrecht van Béthune werd op de troon geplaatst en de stedelijke privileges werden bevestigd. Filips haalde echter volledige genoegdoening door een enorme boete op te leggen omwille van de opstandigheid en Rijsels-Vlaanderen te annexeren (Rijsel, Dowaai en Orchies).

## Conflict met de Rooms-Katholieke Kerk
De Franse koningen zagen al lange tijd met lede ogen aan dat rooms-katholieke organisaties grote delen van hun grondgebied waren gaan beheren. Grootvader Lodewijk IX, vader Filips III en Filips IV zelf verboden verdere uitbreiding van de bezittingen van de monnikenorden. Deze maatregel trof de franciscanen, dominicanen, hospitaalridders en tempeliers.
Onder Filips IV laaide de strijd tussen kerk en staat nog feller op dan onder zijn voorgangers. Hij duldde geen kerkelijke inmenging meer in wereldlijke zaken en wilde paus Bonifatius VIII op de knieën krijgen. In 1296 hadden ze een eerste conflict. De paus verbood in zijn bul Clericis Laicos aan geestelijken - zonder pauselijke toestemming - belasting te betalen aan wereldlijke overheden, waarmee hij vooral de Engelse en Franse koning op het oog had. Filips was als enige vorst in staat de paus te weerstaan. Hij stelde een uitvoerverbod voor goud en zilver in, waardoor de paus geen inkomsten meer kon halen uit Frankrijk. In 1297 draaide de paus daarom bij, met zijn bul Etsi de statu. In 1300 volgde een tweede aanvaring. De paus accepteerde niet dat Filips de Franse bisschop Bernard Saisset liet arresteren op verdenking van hoogverraad en voor een wereldlijke rechtbank bracht, maar de koning stond op zijn soevereiniteit in wereldse zaken. De paus reageerde in 1302 met de bul Unam Sanctam, waarin hij het primaatschap van de paus uitriep: de geestelijke macht (paus) stond volgens hem boven de wereldlijke (koning). In 1303 hield Filips in het Louvre een soort proces, waarbij hij de paus beschuldigde van ketterij, afgoderij, simonie, sodomie en moord. Hij wilde de paus afzetten, waarna die op zijn beurt Filips in de ban deed. Guillaume de Nogaret, een adviseur van de Franse koning, trok naar Rome met een legertje van circa 2000 man, vergezeld van Sciarra Colonna, senator van de Republiek Venetië en tegenstander van pauselijke inmenging in wereldse aangelegenheden. Zij bedreigden de 68-jarige paus in zijn eigen paleis in Anagni met de dood. De paus werd naar verluidt door Colonna in zijn gezicht geslagen, maar dit is vermoedelijk feitelijk niet juist. De paus kwam echter al gauw weer vrij omdat de Fransen verdreven werden door de plaatselijke bevolking, maar hij stierf aan maand na de bestorming. Zijn opvolger paus Benedictus XI verzoende zich met de Franse koning en annuleerde alle sancties.
De opvolger van Benedictus XI, Clemens V, die bisschop van Bordeaux was geweest, verhuisde in 1309 de apostolische stoel van Rome naar Avignon. Filips had hem overtuigd om in Avignon te blijven, wat de macht van de Franse koning over de kerk nog vergrootte. Het was het begin van de Babylonische ballingschap der pausen. Daarnaast annexeerde Filips IV Lyon, nadat hij de graaf-aartsbisschop van Lyon hiertoe dwong in het verdrag van Vienne (1312).

## Arrestatiegolf en ontbinding Orde van de Tempeliers
Filips was de drijvende kracht achter de ontbinding van de Orde van de Tempeliers, een wijdvertakte machtige militaire organisatie onder bescherming van de paus. Van meet af aan was hij van plan de heerschappij van de orde in door hem bestuurde grondgebieden te breken. Hij duldde op Frans grondgebied geen paramilitaire organisatie die zich autonoom gedroeg en meenden niet aan zijn gezag onderworpen te zijn. Financieel bracht dat mee, dat hij zijn lege schatkist kon vullen met de opbrengsten van de bezittingen van de Tempeliers. De plaatselijke katholieke geestelijken waren zelf meestal afkomstig uit het gebied, nauw verbonden met de koning en uit eigenbelang nauwelijks bereid hem tegen te spreken. Sommigen werkten actief mee aan zijn plan. Op 13 oktober 1307 werden ongeveer tweeduizend tempeliers gearresteerd in Frankrijk. Na een proces van vijf jaar deelde paus Clemens V op 9 april 1312 mee dat hij besloten had de Tempelorde op te heffen. Hun grootmeester Jacques de Molay werd ook gearresteerd en na zijn protest op de brandstapel gebracht, waarbij hij een vloek zou hebben uitgesproken over het Franse koningsgeslacht vanaf Philips de Schone. Welke vloek dit was, is niet erg duidelijk. In het gedachtegoed van de Tempeliers bestond niet zozeer vrees voor de marteldood. Deze was vergelijkbaar met het lijden en sterven van Christus uit het voor hen heilige boek de Bijbel, en daarom voor hen spirituele verhevenheid bracht. Bij de dood door vlammen was dat anders, omdat er dan niets van het lichamelijke zou overblijven maar door het vuur verteerd zou worden. En zo zou hun ziel niet kunnen voortleven. Vandaar zijn woede.

## Overlijden en nagedachtenis
Filips liep een verwonding op bij een jachtpartij in de omgeving van Pont-Sainte-Maxence en stierf een paar weken later in Fontainebleau, waar hij ook was geboren. Hij is begraven in de basiliek van Saint-Denis. Filips werd opgevolgd door zijn zoon Lodewijk X.
Filips regering legde de basis voor het begin van een langdurige periode van verval van de pauselijke almacht in de Europese wereldlijke politiek. Het was een mijlpaal in de versterking van de macht van de Franse koning en in de centralisering van de Franse staat.

## Familie en opvolging
Filips was de zoon van Filips III en kleinzoon van Lodewijk IX de Heilige. Hij trouwde in 1284 met Johanna I van Navarra en kreeg zeven kinderen. Hij werd de vader van drie opeenvolgende Franse koningen.
- Margaretha (1287-1294)
- Lodewijk X (1289-1316)
- Blanca (1291-13 april 1294)
- Isabella (1292-1358), gehuwd met Eduard II van Engeland (1284-1327) van het huis Plantagenet
- Filips V (1293-1322)
- Karel IV (1294-1328), laatste koning van het huis Capet
- Robert (1297-1307)

Zijn dochter Isabella werd koningin van Engeland. Haar zoon Eduard III van Engeland (1312-1377) begon de Honderdjarige Oorlog over aanspraak op de troon van Frankrijk. De troon ging echter naar de neef van Filips IV, Filips VI van Frankrijk (1293-1350), eerste koning van het huis Valois.

## Kwartierstaat (voorouders)
| Lodewijk VIII van Frankrijk (1187–1226) | Lodewijk VIII van Frankrijk (1187–1226) | Lodewijk VIII van Frankrijk (1187–1226) | Lodewijk VIII van Frankrijk (1187–1226) | Lodewijk VIII van Frankrijk (1187–1226) | Lodewijk VIII van Frankrijk (1187–1226) | Blanca van Castilië (1188-1252)       | Blanca van Castilië (1188-1252)       | Blanca van Castilië (1188-1252)       | Blanca van Castilië (1188-1252)       | Blanca van Castilië (1188-1252)      | Blanca van Castilië (1188-1252)      |                                      |                                      | Raymond Berengarius V van Provence (1198-1245) | Raymond Berengarius V van Provence (1198-1245) | Raymond Berengarius V van Provence (1198-1245) | Raymond Berengarius V van Provence (1198-1245) | Raymond Berengarius V van Provence (1198-1245) | Raymond Berengarius V van Provence (1198-1245) | Beatrix van Savoye (1205-1266)      | Beatrix van Savoye (1205-1266)      | Beatrix van Savoye (1205-1266) | Beatrix van Savoye (1205-1266) | Beatrix van Savoye (1205-1266)        | Beatrix van Savoye (1205-1266)        |                                       |                                       | Peter II van Aragón (1174-1213)       | Peter II van Aragón (1174-1213)       | Peter II van Aragón (1174-1213) | Peter II van Aragón (1174-1213) | Peter II van Aragón (1174-1213)  | Peter II van Aragón (1174-1213)  | Maria van Montpellier (1182-1213) | Maria van Montpellier (1182-1213) | Maria van Montpellier (1182-1213) | Maria van Montpellier (1182-1213) | Maria van Montpellier (1182-1213) | Maria van Montpellier (1182-1213) |                                 |                                 | Andreas II van Hongarije (ca. 1175-1235) | Andreas II van Hongarije (ca. 1175-1235) | Andreas II van Hongarije (ca. 1175-1235) | Andreas II van Hongarije (ca. 1175-1235) | Andreas II van Hongarije (ca. 1175-1235) | Andreas II van Hongarije (ca. 1175-1235) | Yolande van Courtenay (1200-1233) | Yolande van Courtenay (1200-1233) | Yolande van Courtenay (1200-1233) | Yolande van Courtenay (1200-1233) | Yolande van Courtenay (1200-1233) | Yolande van Courtenay (1200-1233) |  |  |  |  |  |  |  |  |  |  |  |  |  |  |  |  |  |  |  |  |  |  |  |  |  |  |  |  |  |  |  |  |  |  |  |  |  |  |  |  |  |  |  |  |  |  |  |  |
| Lodewijk VIII van Frankrijk (1187–1226) | Lodewijk VIII van Frankrijk (1187–1226) | Lodewijk VIII van Frankrijk (1187–1226) | Lodewijk VIII van Frankrijk (1187–1226) | Lodewijk VIII van Frankrijk (1187–1226) | Lodewijk VIII van Frankrijk (1187–1226) | Blanca van Castilië (1188-1252)       | Blanca van Castilië (1188-1252)       | Blanca van Castilië (1188-1252)       | Blanca van Castilië (1188-1252)       | Blanca van Castilië (1188-1252)      | Blanca van Castilië (1188-1252)      |                                      |                                      | Raymond Berengarius V van Provence (1198-1245) | Raymond Berengarius V van Provence (1198-1245) | Raymond Berengarius V van Provence (1198-1245) | Raymond Berengarius V van Provence (1198-1245) | Raymond Berengarius V van Provence (1198-1245) | Raymond Berengarius V van Provence (1198-1245) | Beatrix van Savoye (1205-1266)      | Beatrix van Savoye (1205-1266)      | Beatrix van Savoye (1205-1266) | Beatrix van Savoye (1205-1266) | Beatrix van Savoye (1205-1266)        | Beatrix van Savoye (1205-1266)        |                                       |                                       | Peter II van Aragón (1174-1213)       | Peter II van Aragón (1174-1213)       | Peter II van Aragón (1174-1213) | Peter II van Aragón (1174-1213) | Peter II van Aragón (1174-1213)  | Peter II van Aragón (1174-1213)  | Maria van Montpellier (1182-1213) | Maria van Montpellier (1182-1213) | Maria van Montpellier (1182-1213) | Maria van Montpellier (1182-1213) | Maria van Montpellier (1182-1213) | Maria van Montpellier (1182-1213) |                                 |                                 | Andreas II van Hongarije (ca. 1175-1235) | Andreas II van Hongarije (ca. 1175-1235) | Andreas II van Hongarije (ca. 1175-1235) | Andreas II van Hongarije (ca. 1175-1235) | Andreas II van Hongarije (ca. 1175-1235) | Andreas II van Hongarije (ca. 1175-1235) | Yolande van Courtenay (1200-1233) | Yolande van Courtenay (1200-1233) | Yolande van Courtenay (1200-1233) | Yolande van Courtenay (1200-1233) | Yolande van Courtenay (1200-1233) | Yolande van Courtenay (1200-1233) |  |  |  |  |  |  |  |  |  |  |  |  |  |  |  |  |  |  |  |  |  |  |  |  |  |  |  |  |  |  |  |  |  |  |  |  |  |  |  |  |  |  |  |  |  |  |  |  |
|                                         |                                         |                                         |                                         |                                         |                                         |                                       |                                       |                                       |                                       |                                      |                                      |                                      |                                      |                                                |                                                |                                                |                                                |                                                |                                                |                                     |                                     |                                |                                |                                       |                                       |                                       |                                       |                                       |                                       |                                 |                                 |                                  |                                  |                                   |                                   |                                   |                                   |                                   |                                   |                                 |                                 |                                          |                                          |                                          |                                          |                                          |                                          |                                   |                                   |                                   |                                   |                                   |                                   |  |  |  |  |  |  |  |  |  |  |  |  |  |  |  |  |  |  |  |  |  |  |  |  |  |  |  |  |  |  |  |  |  |  |  |  |  |  |  |  |  |  |  |  |  |  |  |  |
|                                         |                                         |                                         |                                         | Lodewijk IX van Frankrijk (1214-1270)   | Lodewijk IX van Frankrijk (1214-1270)   | Lodewijk IX van Frankrijk (1214-1270) | Lodewijk IX van Frankrijk (1214-1270) | Lodewijk IX van Frankrijk (1214-1270) | Lodewijk IX van Frankrijk (1214-1270) |                                      |                                      |                                      |                                      |                                                |                                                | Margaretha van Provence (1221-1295)            | Margaretha van Provence (1221-1295)            | Margaretha van Provence (1221-1295)            | Margaretha van Provence (1221-1295)            | Margaretha van Provence (1221-1295) | Margaretha van Provence (1221-1295) |                                |                                |                                       |                                       |                                       |                                       |                                       |                                       |                                 |                                 | Jacobus I van Aragón (1208-1276) | Jacobus I van Aragón (1208-1276) | Jacobus I van Aragón (1208-1276)  | Jacobus I van Aragón (1208-1276)  | Jacobus I van Aragón (1208-1276)  | Jacobus I van Aragón (1208-1276)  |                                   |                                   |                                 |                                 |                                          |                                          | Jolanda van Hongarije (1215-1251)        | Jolanda van Hongarije (1215-1251)        | Jolanda van Hongarije (1215-1251)        | Jolanda van Hongarije (1215-1251)        | Jolanda van Hongarije (1215-1251) | Jolanda van Hongarije (1215-1251) |                                   |                                   |                                   |                                   |  |  |  |  |  |  |  |  |  |  |  |  |  |  |  |  |  |  |  |  |  |  |  |  |  |  |  |  |  |  |  |  |  |  |  |  |  |  |  |  |  |  |  |  |  |  |  |  |
|                                         |                                         |                                         |                                         | Lodewijk IX van Frankrijk (1214-1270)   | Lodewijk IX van Frankrijk (1214-1270)   | Lodewijk IX van Frankrijk (1214-1270) | Lodewijk IX van Frankrijk (1214-1270) | Lodewijk IX van Frankrijk (1214-1270) | Lodewijk IX van Frankrijk (1214-1270) |                                      |                                      |                                      |                                      |                                                |                                                | Margaretha van Provence (1221-1295)            | Margaretha van Provence (1221-1295)            | Margaretha van Provence (1221-1295)            | Margaretha van Provence (1221-1295)            | Margaretha van Provence (1221-1295) | Margaretha van Provence (1221-1295) |                                |                                |                                       |                                       |                                       |                                       |                                       |                                       |                                 |                                 | Jacobus I van Aragón (1208-1276) | Jacobus I van Aragón (1208-1276) | Jacobus I van Aragón (1208-1276)  | Jacobus I van Aragón (1208-1276)  | Jacobus I van Aragón (1208-1276)  | Jacobus I van Aragón (1208-1276)  |                                   |                                   |                                 |                                 |                                          |                                          | Jolanda van Hongarije (1215-1251)        | Jolanda van Hongarije (1215-1251)        | Jolanda van Hongarije (1215-1251)        | Jolanda van Hongarije (1215-1251)        | Jolanda van Hongarije (1215-1251) | Jolanda van Hongarije (1215-1251) |                                   |                                   |                                   |                                   |  |  |  |  |  |  |  |  |  |  |  |  |  |  |  |  |  |  |  |  |  |  |  |  |  |  |  |  |  |  |  |  |  |  |  |  |  |  |  |  |  |  |  |  |  |  |  |  |
|                                         |                                         |                                         |                                         |                                         |                                         |                                       |                                       |                                       |                                       | Filips III van Frankrijk (1245-1285) | Filips III van Frankrijk (1245-1285) | Filips III van Frankrijk (1245-1285) | Filips III van Frankrijk (1245-1285) | Filips III van Frankrijk (1245-1285)           | Filips III van Frankrijk (1245-1285)           |                                                |                                                |                                                |                                                |                                     |                                     |                                |                                |                                       |                                       |                                       |                                       |                                       |                                       |                                 |                                 |                                  |                                  |                                   |                                   |                                   |                                   | Isabella van Aragón (1247-1271)   | Isabella van Aragón (1247-1271)   | Isabella van Aragón (1247-1271) | Isabella van Aragón (1247-1271) | Isabella van Aragón (1247-1271)          | Isabella van Aragón (1247-1271)          |                                          |                                          |                                          |                                          |                                   |                                   |                                   |                                   |                                   |                                   |  |  |  |  |  |  |  |  |  |  |  |  |  |  |  |  |  |  |  |  |  |  |  |  |  |  |  |  |  |  |  |  |  |  |  |  |  |  |  |  |  |  |  |  |  |  |  |  |
|                                         |                                         |                                         |                                         |                                         |                                         |                                       |                                       |                                       |                                       | Filips III van Frankrijk (1245-1285) | Filips III van Frankrijk (1245-1285) | Filips III van Frankrijk (1245-1285) | Filips III van Frankrijk (1245-1285) | Filips III van Frankrijk (1245-1285)           | Filips III van Frankrijk (1245-1285)           |                                                |                                                |                                                |                                                |                                     |                                     |                                |                                |                                       |                                       |                                       |                                       |                                       |                                       |                                 |                                 |                                  |                                  |                                   |                                   |                                   |                                   | Isabella van Aragón (1247-1271)   | Isabella van Aragón (1247-1271)   | Isabella van Aragón (1247-1271) | Isabella van Aragón (1247-1271) | Isabella van Aragón (1247-1271)          | Isabella van Aragón (1247-1271)          |                                          |                                          |                                          |                                          |                                   |                                   |                                   |                                   |                                   |                                   |  |  |  |  |  |  |  |  |  |  |  |  |  |  |  |  |  |  |  |  |  |  |  |  |  |  |  |  |  |  |  |  |  |  |  |  |  |  |  |  |  |  |  |  |  |  |  |  |
|                                         |                                         |                                         |                                         |                                         |                                         |                                       |                                       |                                       |                                       |                                      |                                      |                                      |                                      |                                                |                                                |                                                |                                                |                                                |                                                |                                     |                                     |                                |                                |                                       |                                       |                                       |                                       |                                       |                                       |                                 |                                 |                                  |                                  |                                   |                                   |                                   |                                   |                                   |                                   |                                 |                                 |                                          |                                          |                                          |                                          |                                          |                                          |                                   |                                   |                                   |                                   |                                   |                                   |  |  |  |  |  |  |  |  |  |  |  |  |  |  |  |  |  |  |  |  |  |  |  |  |  |  |  |  |  |  |  |  |  |  |  |  |  |  |  |  |  |  |  |  |  |  |  |  |
|                                         |                                         |                                         |                                         |                                         |                                         |                                       |                                       |                                       |                                       |                                      |                                      |                                      |                                      |                                                |                                                |                                                |                                                |                                                |                                                |                                     |                                     |                                |                                |                                       |                                       |                                       |                                       |                                       |                                       |                                 |                                 |                                  |                                  |                                   |                                   |                                   |                                   |                                   |                                   |                                 |                                 |                                          |                                          |                                          |                                          |                                          |                                          |                                   |                                   |                                   |                                   |                                   |                                   |  |  |  |  |  |  |  |  |  |  |  |  |  |  |  |  |  |  |  |  |  |  |  |  |  |  |  |  |  |  |  |  |  |  |  |  |  |  |  |  |  |  |  |  |  |  |  |  |
|                                         |                                         |                                         |                                         |                                         |                                         |                                       |                                       |                                       |                                       |                                      |                                      |                                      |                                      | Lodewijk van Frankrijk (1266 – 1276)           | Lodewijk van Frankrijk (1266 – 1276)           | Lodewijk van Frankrijk (1266 – 1276)           | Lodewijk van Frankrijk (1266 – 1276)           | Lodewijk van Frankrijk (1266 – 1276)           | Lodewijk van Frankrijk (1266 – 1276)           |                                     |                                     |                                |                                | Filips IV van Frankrijk (1268 – 1314) | Filips IV van Frankrijk (1268 – 1314) | Filips IV van Frankrijk (1268 – 1314) | Filips IV van Frankrijk (1268 – 1314) | Filips IV van Frankrijk (1268 – 1314) | Filips IV van Frankrijk (1268 – 1314) |                                 |                                 |                                  |                                  | Karel van Valois (1270-1325)      | Karel van Valois (1270-1325)      | Karel van Valois (1270-1325)      | Karel van Valois (1270-1325)      | Karel van Valois (1270-1325)      | Karel van Valois (1270-1325)      |                                 |                                 |                                          |                                          |                                          |                                          |                                          |                                          |                                   |                                   |                                   |                                   |                                   |                                   |  |  |  |  |  |  |  |  |  |  |  |  |  |  |  |  |  |  |  |  |  |  |  |  |  |  |  |  |  |  |  |  |  |  |  |  |  |  |  |  |  |  |  |  |  |  |  |  |